# ホナタン・ハビエル・ロドリゲス
ホナタン・ハビエル・ロドリゲス・ポルティージョ（スペイン語: Jonathan Javier Rodríguez Portillo、1993年7月6日 - ）は、ウルグアイのサッカー選手。ウルグアイ代表。ポジションはFW。

## クラブ歴
CAペニャロールの下部組織からトップチームに昇格。ルーキーシーズンで27試合11得点、コパ・リベルタドーレス2013にも出場した。
2015年1月29日にSLベンフィカに2017年6月30日までの契約で移籍。ペニャロールの会長、フアン・ペドロ・ダミアーニはベンフィカは200万ユーロで所有権の40%を買い取ったが、残りの60%は440万ユーロであると述べた。同じウルグアイ出身のエルビオ・アルバレスと共に移籍した。2月22日にBチームでデビューしこの試合で2得点をあげた。3月18日にはポルティモネンセSCからハットトリックを達成。4月11日にはトップチームで途中出場しプリメイラ・リーガデビュー。同年8月20日に1シーズンの契約でデポルティーボ・ラ・コルーニャに期限付き移籍。
2016年6月10日にリーガMXのサントス・ラグナに移籍した。

## 代表歴
2014年10月10日のサウジアラビア代表との親善試合で代表初出場。同月13日のオマーン代表との親善試合で代表初得点。その後、コパ・アメリカ2015に出場した。

## タイトル
ベンフィカ
- プリメイラ・リーガ: 2014-15[11]

サントス・ラグナ
- リーガMX: 2018クラウスーラ